# ランバー・ソムデートM16
ランバー・ソムデートM16（Rambaa Somdet "M16"、1974年8月30日 - ）は、タイの男性ムエタイ選手、キックボクサー、総合格闘家。パッタヤー出身。M16ムエタイスタイル所属。元修斗世界ストロー級王者。

## 概要
ムエタイでは100戦以上の戦績があり、スピードのあるキックと軽快なフットワークで相手を翻弄する。どんどん前へ出て行き、ほとんど後ろに引かないアグレッシブなスタイルで、時折相手を挑発する際にハイテンションなパフォーマンスをみせる。
「ランバー」はタイ語で「おバカさん」の意味。派手なパフォーマンスから所属ジムの会長に名付けられたとされる。「M16」はジムの名前であり、読み方は「エム・シップホック」である。

## 来歴
幼い頃はいじめられっ子で女の子にも泣かされてしまうほど気の弱かったランバーに叔父がムエタイを勧めた事により格闘家を志す。7歳の頃、ムエタイで試合をするためにジムの会長にソムデートという名を与えられた。
1996年から全日本キックやMAキックなど日本のキックボクシング団体に出場。山田隆博、貝沼慶太、土屋ジョー、ラビット関、山口元気、大宮司進、安川賢、などの強豪日本人選手に勝ち、日本人に無敗だったことで日本人キラーと呼ばれた。
以後は植松直哉の下で寝技を学び、総合格闘技に転向した。2001年12月23日、DEEPで総合格闘技デビュー戦を行い、矢野卓見に判定勝ち。
2006年12月、東京都北区にキックボクシングジム「M16ムエタイスタイル」をオープンした。
2008年11月20日、アメリカ合衆国の総合格闘技大会PFCの初代フライ級王座決定トーナメント1回戦でユリシーズ・ゴメスと対戦し、判定勝ちを収めた。
2009年1月22日、PFCのトーナメント決勝戦でパット・ルネツと対戦予定であったが、肩の負傷のために欠場した。
2009年11月23日、修斗世界フライ級（-52kg）チャンピオン決定戦で田原しんぺーと対戦し、判定勝ちを収め王座獲得に成功した。
2010年7月19日、修斗世界フライ級（-52kg）王座防衛戦で阿部博之と対戦。グラウンド状態での下からのパンチで阿部が左目を負傷し、ドクターストップによるTKO勝ちを収め王座初防衛に成功した。
2011年3月12日に猿丸ジュンジとの2回目の防衛戦が予定されていたが、左大腿二頭筋部分断裂のためドクターストップがかかり4月29日へスライドされた。しかし、4月29日までに完治ができないと判断されたため4月16日付で修斗世界フライ級（-52kg）王座を返上した。
2023年現在、故郷のパッタヤーで「バーンランバージム・パタヤ」を運営。所属選手が総合格闘技団体「ONE」で活躍するほか、日本の格闘家なども訪れ指導を受けている。

## 人物・エピソード
- 新日本キックボクシング協会などで活躍した吉沢紀子（NORIKO M16）と結婚していた頃はランバー・ソムデート吉沢のリングネームで試合をしていたことがあるが、のちに離婚。
- ボクシングの元WBA世界ジュニアバンタム級王者、ヨックタイ・シスオーの従兄弟にあたる。

## 戦績

### 総合格闘技
| 総合格闘技 戦績 | 総合格闘技 戦績 | 総合格闘技 戦績 | 総合格闘技 戦績 | 総合格闘技 戦績 | 総合格闘技 戦績 | 総合格闘技 戦績 |
| --------------- | --------------- | --------------- | --------------- | --------------- | --------------- | --------------- |
| 16 試合         | (T)KO           | 一本            | 判定            | その他          | 引き分け        | 無効試合        |
| 13 勝           | 2               | 1               | 10              | 0               | 0               | 0               |
| 3 敗            | 0               | 0               | 3               | 0               | 0               | 0               |

| 勝敗 | 対戦相手                     | 試合結果                         | 大会名                                                                                           | 開催年月日     |
| ○    | マッチョ“ザ”バタフライ       | 5分3R終了 判定3-0                | 闘裸男15 〜DIRECTION OF THE CAGE 広島土砂災害チャリティー〜                                      | 2015年6月21日  |
| ×    | クリサント・ピットピットンゲ | 5分3R終了 判定1-2                | PXC 46                                                                                           | 2014年11月15日 |
| ○    | 澤田健壱                     | 5分2R終了 判定3-0                | GRABAKA LIVE! 3                                                                                  | 2013年10月27日 |
| ○    | ロビン・カタラン             | 1R 3:20 リアネイキドチョーク     | PXC 38                                                                                           | 2013年8月9日   |
| ○    | 江泉卓哉                     | 5分2R終了 判定3-0                | GRABAKA LIVE! 2                                                                                  | 2012年10月27日 |
| ○    | RYOTA                        | 5分2R終了 判定3-0                | GRABAKA LIVE! 1st CAGE ATTACK                                                                    | 2011年10月15日 |
| ○    | 阿部博之                     | 1R 4:31 TKO（ドクターストップ）  | 修斗 The Way of SHOOTO 04 〜Like a Tiger, Like a Dragon〜 【修斗世界フライ級チャンピオンシップ】 | 2010年7月19日  |
| ○    | 田原しんぺー                 | 5分3R終了 判定3-0                | 修斗 REVOLUTIONARY EXCHANGES 3 【修斗世界フライ級チャンピオン決定戦】                            | 2009年11月23日 |
| ○    | ユリシーズ・ゴメス           | 5分3R終了 判定3-0                | PFC 11: All In 【フライ級王座決定トーナメント 準決勝】                                           | 2008年11月20日 |
| ○    | 田原しんぺー                 | 5分3R終了 判定3-0                | "修斗伝承 03" ROAD TO 20th ANNIVERSARY                                                           | 2008年9月28日  |
| ○    | 菅原雅顕                     | 2R終了時 TKO（ドクターストップ） | 修斗 BACK TO OUR ROOTS 06                                                                        | 2007年11月8日  |
| ○    | 春崎武裕                     | 5分3R終了 判定3-0                | 修斗 BATTLE MIX TOKYO 04                                                                         | 2007年7月20日  |
| ○    | 廣野剛康                     | 5分3R終了 判定3-0                | DEEP2001 7th IMPACT in DIFFER ARIAKE                                                             | 2002年12月8日  |
| ×    | ダレン・ウエノヤマ           | 5分3R終了 判定0-3                | DEEP2001 5th IMPACT in DIFFER ARIAKE                                                             | 2002年6月9日   |
| ×    | 砂辺光久                     | 5分3R終了 判定0-2                | DEEP2001 4th IMPACT in NAGOYA                                                                    | 2002年3月30日  |
| ○    | 矢野卓見                     | 5分3R終了 判定3-0                | DEEP2001 3rd IMPACT X'mas in DIFFER ARIAKE                                                       | 2001年12月23日 |

### グラップリング
| 勝敗 | 対戦相手 | 試合結果              | 大会名                  | 開催年月日    |
| ×    | 端智弘   | 5分2R終了 ポイント0-9 | 修斗 SHOOTO GIG EAST 11 | 2002年9月25日 |

### キックボクシング
| 勝敗 | 対戦相手               | 試合結果                                  | 大会名                                                                      | 開催年月日     |
| ○    | 安川賢                 | 1R 2:12 KO（肘打ち）                      | 全日本キックボクシング連盟「CROSS FIRE-I」                                  | 2001年3月16日  |
| ○    | フィリップ・ダ・シルバ | 3分5R終了 判定3-0                         | 全日本キックボクシング連盟「BE WILD」                                       | 2001年2月16日  |
| ○    | 大宮司進               | 3分5R終了 判定3-0                         | K-1 J・MAX                                                                  | 2000年11月1日  |
| ○    | 山口元気               | 1R 2:57 KO（3ノックダウン：左ローキック） | マーシャルアーツ日本キックボクシング連盟 第2回 梶原一騎杯 '99 キック ガッツ | 1999年5月14日  |
| ○    | ラビット関             | 1R 2:46 KO                                | マーシャルアーツ日本キックボクシング連盟                                    | 1998年12月26日 |
| ○    | 土屋ジョー             | 1R 2:59 KO（右フック）                    | シュートボクシング「GROUND ZERO TOKYO」                                     | 1998年11月14日 |

## 獲得タイトル
- 初代修斗世界フライ級王座（2009年）